# Демиркапия
Вижте пояснителната страница за други значения на Демир Капия.
Демиркапия е седловина в Пирин планина. Разположена е на височина 2480 метра в Северния дял на Пирин на Главното било между връховете Джано и Демиркапийски чуки. Геоложката основа е от гранити. Позната е и под името Демиркапийска порта. По време на Възродителния процес бе преименувана на Желязна врата, но това име не доби популярност сред местното население и туристите в Пирин.
През Демиркапия минава пътеката от хижа Гоце Делчев за хижа Пирин (зелена маркировка). Някога Демиркапия е била важен проход, най-високата точка на една от двете основни винарски пътеки между Разложката котловина и Мелник.
Името е съчетание от думите Демир (тюрк. demir) – желязо и капия (тюрк. kapu) – проход, теснина.